# Laura Haas
Laura Myers Haas (1956) é uma cientista da computação estadunidense.
Estudou matemática aplicada e informática na Universidade Harvard, com um bacharelado em 1978 e um doutorado em informática em 1981 na Universidade do Texas em Austin.
Em 2010 foi eleita membro da Academia Nacional de Engenharia dos Estados Unidos e em 2006 fellow da Association for Computing Machinery (ACM). Recebeu o Prêmio Pioneiro da Computação de 2019. É desde 2015 membro da Academia de Artes e Ciências dos Estados Unidos.

## Publicações selecionadas
- com K. M. Chandy, J. Misra: Distributed deadlock detection, ACM Transactions on Computer Systems (TOCS), Volume 1, 1983, p. 144–156
- com G. M. Lohman, J. C. Freytag, H. Pirahesh: Extensible Query Processing in Starburst, ACM SIGMOD Record, Volume 18, 1989, p. 377–388
- com W. Chang u. a.: Starburst mid-flight: as the dust clears (database project), IEEE Transactions on knowledge and data engineering, Volume 2, 1990, p. 143–160
- com M. J. Carey, M. Livny: Tapes hold data, too: challenges of tuples on tertiary store, ACM SIGMOD Record, Volume 22, 1993, p. 413–417
- com M. J. Carey u. a.: Towards heterogeneous multimedia information systems: The Garlic approach, Proceedings RIDE-DOM'95. Fifth International Workshop on Research Issues in Data Engineering-Distributed Object Management, 1995, p. 124–131
- com D. Kossmann, E. Wimmers, J. Yang: Optimizing queries across diverse data sources, 1997
- com R. J. Miller, M. A. Hernández: Schema mapping as query discovery, VLDB 2000, p. 77–88
- com R. J. Miller u. a.: The Clio project: managing heterogeneity, SIGMOD Record, Volume 30, 2001, p. 78–83
- com E. T. Lin, M. A. Roth: Data Integration through Database Federation, IBM Systems Journal, Volume 41, 2002, p. 578–596.
- com Philip A. Bernstein: Information integration in the enterprise, Communications of the ACM, Volume 51, 2008, Caderno 9, p. 72–79